# 豊坂村 (愛知県)
豊坂村（とよさかむら）は、かつて愛知県幡豆郡にあった村である。
現在の額田郡幸田町の西部に該当する。
村名は、豊国村と松坂村から一文字ずつ取った、合成地名である。

## 沿革
- 江戸時代末期、この地域は岡崎藩領、大多喜藩領、旗本領、寺社領であった。
- 1906年（明治39年）5月1日 - 豊国村と松坂村が合併し、豊坂村となる。
- 1954年（昭和29年）8月1日 - 額田郡幸田町と合併し、幸田町[2]となる。

## 学校
- 豊坂村立豊坂小学校　（現・幸田町立豊坂小学校[3]）
- 豊坂村立豊坂中学校　（後に幸田町立幸田中学校と統合[4]）
- 愛知県立蒲郡高等学校豊坂分校　（現・愛知県立幸田高等学校）

## 神社・仏閣
- 蘇美天神社